# Just like Belgium
Just like Belgium è un brano composto ed interpretato da Elton John; il testo è di Bernie Taupin.

## Il brano
Proveniente dall'album del 1981 The Fox (del quale costituisce la terza traccia), si presenta come una canzone di chiaro stampo pop rock: la melodia, evocativa, briosa e dall'andamento veloce, mette in evidenza l'onnipresente pianoforte di Elton e un assolo del sassofonista Jim Horn.
Il testo di Bernie è evocativo del Belgio (letteralmente, il titolo significa Proprio Come Il Belgio).
Il brano, lodato dalla critica così come tutto l'LP di provenienza, venne distribuito come singolo nel 1981; non raggiunse alcuna posizione in classifica. Per lo scrittore David Buckley si tratta di un vero mistero, in quanto egli ha un'opinione molto positiva della canzone, definendola "attraente". Nonostante tutto, Just like Belgium è stata inserita come brano d'apertura nella versione belga della raccolta Rocket Man - The Definitive Hits, rinominata Just like Belgium - The Definitive Hits.